# Gora Druzhnaja
Gora Druzhnaja (englische Transkription von russisch Гора Дружная Gora Druschnaja, deutsch ‚Freundschaftsberg‘) ist ein Nunatak im westantarktischen Queen Elizabeth Land. Im Dufek-Massiv der Pensacola Mountains ragt er unmittelbar westlich des Worcester Summit auf.
Russische Wissenschaftler benannten ihn.